# 公劉
公劉（こうりゅう、生没年不詳）は、伝説的な周の先王。鞠の子にして、后稷の曾孫。戎狄の間で生活し、農耕にはげんだ。『詩経』大雅・篤公劉に讃えられた。慶節の父。

## 生涯
不窋（ふちゅつ）の末年より、夏后氏のもとを離れて戎・狄の間に住むようになった后稷の一族は、その孫の公劉の代になり、ふたたび后稷の業を修めて農耕に務めるようになった。また、公劉は各地を巡って漆水・沮水から渭水を渡って材木を調達し、用にあてた。このため民は富んで、行く者は資材を持ち、居る者には貯蓄がありと、百姓は彼の徳になついて他国から移ってくる者も多かった。
周朝が始まったのもまさにこの時とされ、詩人が公劉の徳を思い、歌い楽しんだのもそのためだという。

## 参考資料
- 『史記』（周本紀第四）